# Coppa di Grecia 2023-2024 (pallacanestro maschile)
La Coppa di Grecia 2023-2024 è stata la 49ª Coppa di Grecia di pallacanestro maschile.

## Squadre
Partecipano le 90 squadre iscritte alla A2 Ethniki, B Ethniki e C Ethniki più le migliori sette squadre classificatesi al termine del girone di andata della Basket League 2023-2024. Le squadre della A2 Etniki entrano in gioco nella fase B, mentre quelle della Basket League entrano in gioco direttamente ai quarti di finale.

## Partite

### Fase A

#### Primo turno

##### C Ethniki
| Squadra 1                   | Risultato | Squadra 2                   |
| --------------------------- | --------- | --------------------------- |
| A.Ε. Doxas-Pyrrou Artas     | 86 - 62   | Navarchos Votsīs            |
| A.O. Argonautīs Neas Kiou   | 45 - 61   | Agia Paraskevīs             |
| G.S. Īlioupolīs             | 84 - 78   | G.S. Agiōu Anargyrōu        |
| G.S. Gargalianōn            | 66 - 79   | A.S. PERA                   |
| Ermīs Argyroupolīs          | 75 - 82   | Holargos B.C.               |
| A.S. Olimpos                | 66 - 65   | AGS TO Roupel Sidīrokastrou |
| Akadīmia Mpasket Eleusinas  | 76 - 71   | A.O Pefkīs                  |
| Asteras Temenīs             | 61 - 89   | Doxa Lefkadas B.C.          |
| A.S. Argos Orestiko         | 71 - 67   | APS Koupa Kilkis            |
| A.E. Glaukos Esperos        | 72 - 79   | A.O. Eleutheria Moschatou   |
| G.S. Kronos Agiou Dīmītriou | 91 - 74   | Iraklio                     |

##### B Ethniki
| Squadra 1              | Risultato | Squadra 2                     |
| ---------------------- | --------- | ----------------------------- |
| A.S. Vikos Iōanninōn   | 91 - 73   | K.A.O. Dramas                 |
| A.O. Leukippos Xanthīs | 89 - 62   | Prōteas FO Grevenōn           |
| AEO Prōteas Voulas     | 76 - 57   | Panellīnios                   |
| Ethnikos Livadeias     | 66 - 58   | Paneleusiniakos AOK           |
| FEA Nea Filadelfeia    | 54 - 85   | A.O. Aiolos Agias             |
| APAS Naxou TA Fanaria  | 88 - 62   | Filathlītikos                 |
| A.E. Neas Kīfisias     | 87 - 81   | A.S. Anagennīsī Arkalochōriou |
| A.O. Dafni             | 72 - 70   | Ethnikos Piraeus B.C.         |
| Ν.Ε.Ο. Lixouriou       | 92 - 67   | Esperos Kallithea             |

- Palaio Faliro ammesso direttamente al turno successivo

#### Secondo turno

##### C Ethniki
| Squadra 1                   | Risultato | Squadra 2                  |
| --------------------------- | --------- | -------------------------- |
| G.S. Almurou                | 88 - 69   | A.Ε. Doxas-Pyrrou Artas    |
| S.K. Iōannina               | 56 - 64   | Agias Varvaras             |
| Dafnī Dafniou               | 76 - 86   | G.S. Īlioupolīs            |
| Stavroupolī EK              | 63 - 60   | A.S. Argos Orestiko        |
| Agia Paraskevīs             | 64 - 68   | Akadīmia Mpasket Eleusinas |
| A.S. PERA                   | 66 - 90   | Doxa Lefkadas B.C.         |
| G.S. Kronos Agiou Dīmītriou | 67 - 80   | Holargos B.C.              |

- A.S. Olimpos e A.O. Eleutheria Moschatou ammessi direttamente al turno successivo

##### B Ethniki
| Squadra 1          | Risultato | Squadra 2             |
| ------------------ | --------- | --------------------- |
| A.O. Aiolos Agias  | 70 - 75   | APAS Naxou TA Fanaria |
| AEO Prōteas Voulas | 79 - 75   | Ethnikos Livadeias    |
| Palaio Faliro      | 76 - 63   | A.O. Dafni            |
| Ν.Ε.Ο. Lixouriou   | 57 - 63   | A.E. Neas Kīfisias    |

- A.S. Vikos Iōanninōn e A.O. Leukippos Xanthīs ammessi direttamente al turno successivo

#### Terzo turno

##### C Ethniki
| Squadra 1                   | Risultato | Squadra 2                  |
| --------------------------- | --------- | -------------------------- |
| G.S. ĪlioupolīsG.S. Almurou | 68 - 66   | Akadīmia Mpasket Eleusinas |
| A.S. Olimpos                | 80 - 81   | Agias Varvaras             |
| G.S. Almurou                | 77 - 49   | Stavroupolī EK             |
| Doxa Lefkadas B.C.          | 83 - 76   | A.O. Eleutheria Moschatou  |

- Holargos B.C. ammesso direttamente al turno successivo

### Fase B

#### Primo turno
| Squadra 1               | Risultato | Squadra 2                   |
| ----------------------- | --------- | --------------------------- |
| Doukas                  | 70 - 98   | A.O. Mykonou                |
| A.S. Vikos Iōanninōn    | 73 - 92   | APAS Naxou TA Fanaria       |
| MGS Panserraikos        | 43 - 66   | Milōn                       |
| Komotinī                | 70 - 72   | Amyntas                     |
| Psychiko                | 81 - 84   | Esperos G.S. Lamias         |
| Paniōnios               | 86 - 63   | Panerithraikos              |
| Doxa Lefkadas B.C.      | 20 - 0    | Īraklīs                     |
| Xanthi                  | 68 - 89   | Ermīs Schīmatari            |
| G.S. Almurou            | 63 - 93   | Neanikī Estia Megaridos     |
| Palaio Faliro           | 77 - 81   | Koroivos Amaliadas          |
| Eleftheroupolīs Kavalas | 83 - 71   | Aias Evosmou                |
| Agia Barbara            | 59 - 107  | Athlītikos Syllogos Papagou |
| G.S. Īlioupolīs         | 63 - 86   | Trikala Basket              |
| Holargos B.C.           | 89 - 84   | AEO Prōteas Voulas          |
| A.O. Leukippos Xanthīs  | 73 - 80   | A.E. Neas Kīfisias          |

#### Secondo turno
| Squadra 1             | Risultato | Squadra 2                   |
| --------------------- | --------- | --------------------------- |
| APAS Naxou TA Fanaria | 66 - 72   | Neanikī Estia Megaridos     |
| Ermīs Schīmatari      | 80 - 90   | Paniōnios                   |
| Koroivos Amaliadas    | 84 - 87   | Athlītikos Syllogos Papagou |
| A.O. Mykonou          | 78 - 74   | Esperos G.S. Lamias         |
| Trikala Basket        | 63 - 67   | Doxa Lefkadas B.C.          |
| A.E. Neas Kīfisias    | 75 - 76   | Amyntas                     |
| Holargos B.C.         | 73 - 79   | Milōn                       |

- Eleftheroupolīs Kavalas ammesso direttamente al turno successivo

#### Terzo turno
| Squadra 1    | Risultato | Squadra 2                   |
| ------------ | --------- | --------------------------- |
| Milōn        | 88 - 67   | Eleftheroupolīs Kavalas     |
| A.O. Mykonou | 70 - 72   | Neanikī Estia Megaridos     |
| Paniōnios    | 88 - 83   | Athlītikos Syllogos Papagou |
| Amyntas      | 76 - 84   | Doxa Lefkadas B.C.          |

#### Quarto turno
| Squadra 1               | Risultato | Squadra 2          |
| ----------------------- | --------- | ------------------ |
| Neanikī Estia Megaridos | 81 - 72   | Milōn              |
| Paniōnios               | 61 - 46   | Doxa Lefkadas B.C. |

#### Quinto turno
| Squadra 1               | Risultato | Squadra 2 |
| ----------------------- | --------- | --------- |
| Neanikī Estia Megaridos | 63 - 66   | Paniōnios |

### Fase C

#### Tabellone
|  | Quarti di finale | Quarti di finale | Quarti di finale |                |               | Semifinali    | Semifinali | Semifinali |  |  | Finale | Finale | Finale |  |
|  |                  |                  |                  |                |               |               |            |            |  |  |        |        |        |  |
|  | Panathīnaïkos    | Panathīnaïkos    | 79               |                |               |               |            |            |  |  |        |        |        |  |
|  | Panathīnaïkos    | Panathīnaïkos    | 79               |                |               |               |            |            |  |  |        |        |        |  |
|  | AEK Atene        | AEK Atene        | 72               |                |               |               |            |            |  |  |        |        |        |  |
|  | AEK Atene        | AEK Atene        | 72               |                | Panathīnaïkos | Panathīnaïkos | 76         |            |  |  |        |        |        |  |
|  |                  |                  |                  |                | Panathīnaïkos | Panathīnaïkos | 76         |            |  |  |        |        |        |  |
|  |                  |                  | Aris Salonicco   | Aris Salonicco | 65            |               |            |            |  |  |        |        |        |  |
|  | PAOK Salonicco   | PAOK Salonicco   | Aris Salonicco   | Aris Salonicco | 65            | 74            |            |            |  |  |        |        |        |  |
|  | PAOK Salonicco   | PAOK Salonicco   |                  |                |               |               |            |            |  |  |        |        |        |  |
|  | Aris Salonicco   | Aris Salonicco   | 76               |                |               |               |            |            |  |  |        |        |        |  |
|  | Aris Salonicco   | Aris Salonicco   | 76               |                | Panathīnaïkos | Panathīnaïkos | 58         |            |  |  |        |        |        |  |
|  |                  |                  |                  |                |               |               |            |            |  |  |        |        |        |  |
|  |                  |                  | Olympiakos       | Olympiakos     | 69            |               |            |            |  |  |        |        |        |  |
|  | Olympiakos       | Olympiakos       | Olympiakos       | Olympiakos     | 69            | 87            |            |            |  |  |        |        |        |  |
|  | Olympiakos       | Olympiakos       |                  |                |               |               |            |            |  |  |        |        |        |  |
|  | Peristeri        | Peristeri        | 68               |                |               |               |            |            |  |  |        |        |        |  |
|  | Peristeri        | Peristeri        | 68               |                | Olympiakos    | Olympiakos    | 91         |            |  |  |        |        |        |  |
|  |                  |                  |                  |                | Olympiakos    | Olympiakos    | 91         |            |  |  |        |        |        |  |
|  |                  |                  | Promitheas       | Promitheas     | 77            |               |            |            |  |  |        |        |        |  |
|  | Promitheas       | Promitheas       | Promitheas       | Promitheas     | 77            | 88            |            |            |  |  |        |        |        |  |
|  | Promitheas       | Promitheas       |                  |                |               |               |            |            |  |  |        |        |        |  |
|  | Paniōnios        | Paniōnios        | 48               |                |               |               |            |            |  |  |        |        |        |  |

#### Finale
| Candia 18 febbraio 2024, ore 19:00 UTC+2 | Panathīnaïkos | 58 – 69 (12-14, 25-30, 39-47) referto | Olympiakos | Heraklion Indoor Sports Arena |
| \| \| \| \| \| Mītoglou 16 \| Punti \| 13 Fall, Wright \| \| Grant 5 \| Assist \| 5 Papanikolaou \| \| Mītoglou 7 \| Rimbalzi \| 7 Fall \| \| 22 Grant• 25 Nunn• 26 Lessort• 40 Grigonis• 44 Mītoglou 0 Kalaitzakīs• 8 Balcerowski• 10 Sloukas• 21 Papapetrou• 37 Antetokounmpo• 41 Hernangómez• 72 Mantzoukas \| Formazioni \| 0 Walkup• 3 Canaan• 10 Fall• 17 Brazdeikis• 25 Peters 2 Wright• 4 Lountzīs• 5 Larentzakīs• 8 Mitrou-Long• 16 Papanikolaou• 30 Petrušev• 50 Tanoulīs \| \| Ergin Ataman \| Allenatori \| Giōrgos Mpartzōkas \| |               | |            |                               |
| |               | |            |                               |
| Mītoglou 16 | Punti         | 13 Fall, Wright |            |                               |
| Grant 5 | Assist        | 5 Papanikolaou |            |                               |
| Mītoglou 7 | Rimbalzi      | 7 Fall |            |                               |
| 22 Grant• 25 Nunn• 26 Lessort• 40 Grigonis• 44 Mītoglou 0 Kalaitzakīs• 8 Balcerowski• 10 Sloukas• 21 Papapetrou• 37 Antetokounmpo• 41 Hernangómez• 72 Mantzoukas | Formazioni    | 0 Walkup• 3 Canaan• 10 Fall• 17 Brazdeikis• 25 Peters 2 Wright• 4 Lountzīs• 5 Larentzakīs• 8 Mitrou-Long• 16 Papanikolaou• 30 Petrušev• 50 Tanoulīs |            |                               |
| Ergin Ataman | Allenatori    | Giōrgos Mpartzōkas |            |                               |